# Rutylapa lydiae
Rutylapa lydiae är en tvåvingeart som beskrevs av Loïc Matile 1988. Rutylapa lydiae ingår i släktet Rutylapa och familjen platthornsmyggor.
Artens utbredningsområde är Nya Kaledonien. Inga underarter finns listade i Catalogue of Life.